# Lista orașelor din Grecia
Aceasta pagină este o listă de orașe din Grecia.
- Abdera sau Avdira
- Acharnae sau Acharnai sau Acharnes (numit și Menidi)¹
- Aegion sau Aigion sau Aigio
- Agia Mavra
- Agia Paraskevi ¹
- Agia Varvara ¹
- Agioi Anargyroi ¹
- Agios Dimitrios ¹
- Agios Ioannis Rentis 1, 6
- Agios Nikolaos
- Agriakona
- Agrinion sau Agrinio
- Aigaleo sau Aegaleo sau Aigaleon sau Egaleo ¹
- Alexandreia sau Alexandria
- Alexandroupolis sau Alexandroupoli
- Alimos ¹
- Almyros
- Alonistaina
- Amalias sau Amaliada
- Amarousion sau Marousi sau Maroussi ¹
- Ambracia sau Amvrakia
- Ampelokipoi sau Ambelokipoi ³
- Amphissa sau Amfissa
- Ano Liosia ¹
- Argos
- Argostolion sau Argostoli
- Argyroupolis sau Argyroupoli ¹
- Arta
- Artemis sau Artemi ²
- Aspropyrgos ²
- Atena sau Athinai sau Athina
- Beroea sau Beroia sau Veroia sau Veria
- Chaidarion sau Chaidari ¹
- Chalandrion sau Chalandri ¹
- Chalcis sau Chalkis sau Chalkida
- Chania
- Chios
- Cholargos¹
- Corint sau Korinthos
- Corfu sau Kerkyra
- Dafni sau Daphni ¹
- Decelea sau Dekeleia¹
- Delphi sau Delphoi sau Delfoi sau Delfi
- Dodona sau Dodoni
- Drama
- Drapetsona 1, 6
- Edessa
- Eleftherio-Kordelio sau Eleftherion sau Kordelio
- Eleusis sau Elefsis sau Elefsina ²
- Ellinikon sau Elliniko ¹
- Epidaurus sau Epidauros sau Epidavros
- Eretria
- Ermoupolis sau Ermoupoli
- Evosmon sau Evosmos ³
- Florina
- Galatsion sau Galatsi ¹
- Gerakas ¹
- Giannitsa
- Glyfada ¹
- Grevena
- Ialyssos
- Ierapetra
- Igoumenitsa
- Ilion sau Ilio ¹
- Ilioupolis sau Ilioupoli ¹
- Ioannina
- Irakleion sau Irakleio ¹
- Iraklion sau Heraklion sau Irakleion sau Irakleio sau Iraklio
- Kaisariani¹
- Kalamaria ³
- Kalamata sau Kalamai
- Kallithea¹
- Kalymnos
- Kalyvia Thorikou ²
- Kamateron sau Kamatero ¹
- Karditsa
- Karpenision sau Karpenisi
- Kassandria
- Kastoria
- Katerini
- Kato Achaia
- Kavala
- Keratsinion sau Keratsini 1, 6
- Kiato
- Kifisia sau Kifissia ¹
- Kilkis
- Kos
- Kozani
- Komotini
- Koropi²
- Korydallos 1, 6
- Lamia
- Larisa
- Laurium, Laurion
- Levadeia
- Lefkada, Lefkas
- Leptokarya
- Lixouri
- Loutrakion sau Loutraki
- Mandra ²
- Markopoulo²
- Micene sau Mycenae
- Megalopolis sau Megalopoli
- Megara
- Melissia ¹
- Menemeni ³
- Mesolongion sau Missolonghi sau Mesolongi
- Messene5
- Metamorfosis sau Metamorfosi ¹
- Metsovo
- Micene
- Moschato ¹
- Mytilini
- Naousa sau Naoussa
- Naupactus sau Naupaktos sau Nafpaktos
- Nauplion sau Nauplio sau Nafplion sau Nafplio
- Nea Chalkidon sau Nea Chalcedon sau Nea Chalkidona ¹
- Nea Erythraia ¹
- Nea Filadelfeia sau Nea Filadelfia sau Nea Philadelphia ¹
- Nea Ionia sau Noua Ionia ¹
- Nea Ionia
- Nea Makri ²
- Neapoli, Elia
- Neapoli, Lesbos
- Neapoli, Salonic ³
- Nea Smyrni ¹
- Neon Psychikon sau Neo Psychiko ¹
- Nicopole, Epir sau Nicopolis sau Nikopolis
- Nigrita
- Nikaia1, 6
- Olympia
- Oraiokastron sau Oraiokastro4
- Orestias sau Orestiada
- Paiania ²
- Palaion Faliron sau Palio Faliro ¹
- Pallini ¹
- Panorama4
- Papagos ¹
- Patras sau Patrae sau Patrai sau Patra
- Pefki ¹
- Piraeus sau Pireus sau Peiraeus sau Peiraiefs sau Pireas¹
- Peraia 4
- Perama 1, 6
- Peristerion sau Peristeri ¹
- Petroupolis sau Petroupoli ¹
- Platamonas
- Preveza
- Psychikon sau Psychiko ¹
- Ptolemais sau Ptolemaida
- Polichni ³
- Polygyros
- Pylaia ³
- Pyrgos
- Rafina ²
- Rethymnon sau Rethymno
- Rhodos sau Rodos
- Salamis sau Salamina 2, 6
- Servia
- Salonic sau Thessalonica sau Salonica sau Thessaloniki
- Samos
- Serrae sau Serrai sau Serres
- Sparta sau Sparti
- Spata ²
- Stavroupolis sau Stavroupoli ³
- Sykeai sau Sykies ³
- Tavros ¹
- Teba sau Thivai
- Thermi 4
- Triandria ³
- Tyrnavos
- Trikala
- Tripoli sau Tripolis
- Volos
- Voula ¹
- Vrilissia ¹
- Vyron sau Vyronas ¹
- Xanthi
- Xylokastron sau Xylokastro
- Ymittos ¹
- Zante sau Zakynthos
- Zografou ¹

¹ o suburbie a Atenei în aglomerarea Atena

² o suburbie a Atenei în zona metropolitană a Atenei

³ o suburbie în aglomerarea Salonicului

4 o suburbie în zona metropolitană a Salonicului

5 o suburbie în zona metropolitană a Kalamateia

6 un municipiu care aparține prefecturii Piraeus